# Короман, Огнен
О́гнен Ко́роман (серб. Огњен Короман, Ognjen Koroman; 19 сентября 1978, Пале, СФРЮ) — югославский и сербский футболист, полузащитник. Выступал за сборную Сербии и Черногории и сборную Сербии в 2002—2007 годах. Вице-президент спортивного комитета Народной партии Сербии.

## Клубная карьера
Огнен Короман выступал в молодости за сербские клубы «Раднички» (Крагуевац), «Спартак» (Суботица) и ОФК (Белград).
В 2002 году перешёл в московское «Динамо», где отыграл 1,5 сезона. Затем перешёл в «Крылья Советов», провёл в самарском клубе один полный сезон и два неполных, в чемпионате России сыграв 50 матчей и забив 3 гола. 30 июня 2003 года сыграл за сборную легионеров чемпионата России. В 2005 году перешёл по ходу сезона в грозненский «Терек», где провёл 6 матчей и забил 1 гол. После вылета «Терека» из Премьер-лиги Огнен отказался выступать в Первом дивизионе и был отдан в аренду «Портсмуту». В составе английского клуба не закрепился, изредка выходя на замену — сыграл всего 4 матча, забил 1 гол. В 2007 году провёл несколько месяцев в аренде в «Црвене звезде». По окончании срока аренды он был выкуплен этим клубом, подписав с ним трёхлетний контракт. В 2009 году подписал контракт на полтора года с корейским клубом «Инчхон Юнайтед».
3 июня 2011 года подписан контракт на 2,5 года с «Крыльями Советов». В первом же официальном матче за «Крылья Советов» после возвращения в Самару Короман забил гол. Однако после того, как главным тренером «Крыльев» стал Андрей Кобелев, Короман перестал попадать в состав, а в конце сезона сообщил, что главный тренер не нуждается в услугах игрока.

## Сборная
Короман играл за сборную Сербии с 2002 по 2007 год, провёл за неё 33 матча, забил 1 гол (13 октября 2004 года в ворота Сан-Марино). Участник ЧМ-2006 в Германии.

## Достижения
«Крылья Советов»
- 3-е место в чемпионате России: 2004

«Црвена звезда»
- Чемпион Сербии: 2006/07
- 2-е место в чемпионате Сербии: 2007/08
- 3-е место в чемпионате Сербии: 2008/09
- Обладатель Кубка Сербии: 2006/07